# Assamioidea
Super-famille
Les Assamioidea sont une super-famille d'opilions laniatores.

## Liste des familles
Selon World Catalogue of Opiliones (21/02/2024) :
- Assamiidae Sørensen, 1884
- Pyramidopidae Sharma, Prieto & Giribet, 2011
- Suthepiidae Martens, 2020
- Trionyxellidae Roewer, 1912

## Publication originale
- Sørensen, 1884 : « Opiliones Laniatores (Gonyleptides W. S. Olim) Musei Hauniensis. » Naturhistorisk Tidsskrift, vol. 14, p. 555–646.